# Bruna Ferenc
Bruna Ferenc, teljes nevén Bruna Xavér Ferenc (Zágráb, 1745. szeptember 14. – Pest, 1817. november 30.) horvát származású jezsuita szerzetes, filozófiai és teológiai doktor, egyetemi tanár.

## Élete
Horvátországban született 1745-ben. 1762-ben lépett a jezsuita rendbe lépett. Filozófiai és teológiai tanulmányait elvégezvén, Budán tudori oklevelet nyert, és amikor rendjét eltörölték, mint világi pap a zágrábi egyházmegyéhez tartozott. A budai csillagvizsgálóban előbb Weiss Ferenc, 1779-ben Taucher Ferenc segéde lett. A Pesti Egyetemen 1798-től a felsőbb mennyiségtan tanára és 1811-ben egyetemi rektor is volt. 1817-ben hunyt el Pesten. Tagja volt a mannheimi meteorológiai társaságnak.

## Művei
- Csillagászati és meteorologiai észleleteit 1785-től a nevezett társaság évkönyveiben tette közzé.